# Кіріклеєвський Майдан
Кірікле́євський Майда́н (рос. Кириклеевский Майдан, ерз. Кириклеевской Майдан) — село у складі Інсарського району Мордовії, Росія. Входить до складу Кочетовського сільського поселення.
Населення — 29 осіб (2010; 72 у 2002).
Національний склад станом на 2002 рік:
- росіяни — 86 %